# Tersec ergatoides
Tersec ergatoides là một loài bọ cánh cứng trong họ Cerambycidae.